# Ikarus E94
Az Ikarus E94 elővárosi és városi autóbusz. Az autóbusznak több modellváltozata is van. Az Ikarus EAG 1993-tól gyártotta. Az autóbusznak létezik alacsony padlós változata is. Az autóbuszt 2006-ig gyártották. Több alvázra is építették: Volvo, Scania, MAN, Csepel és Rába alvázra is. Ezenkívül más motorokkal is készült: Volvo, Scania, MAN, Rába, Daimler Chrysler (Mercedes-Benz).

## Az autóbusz rövid története

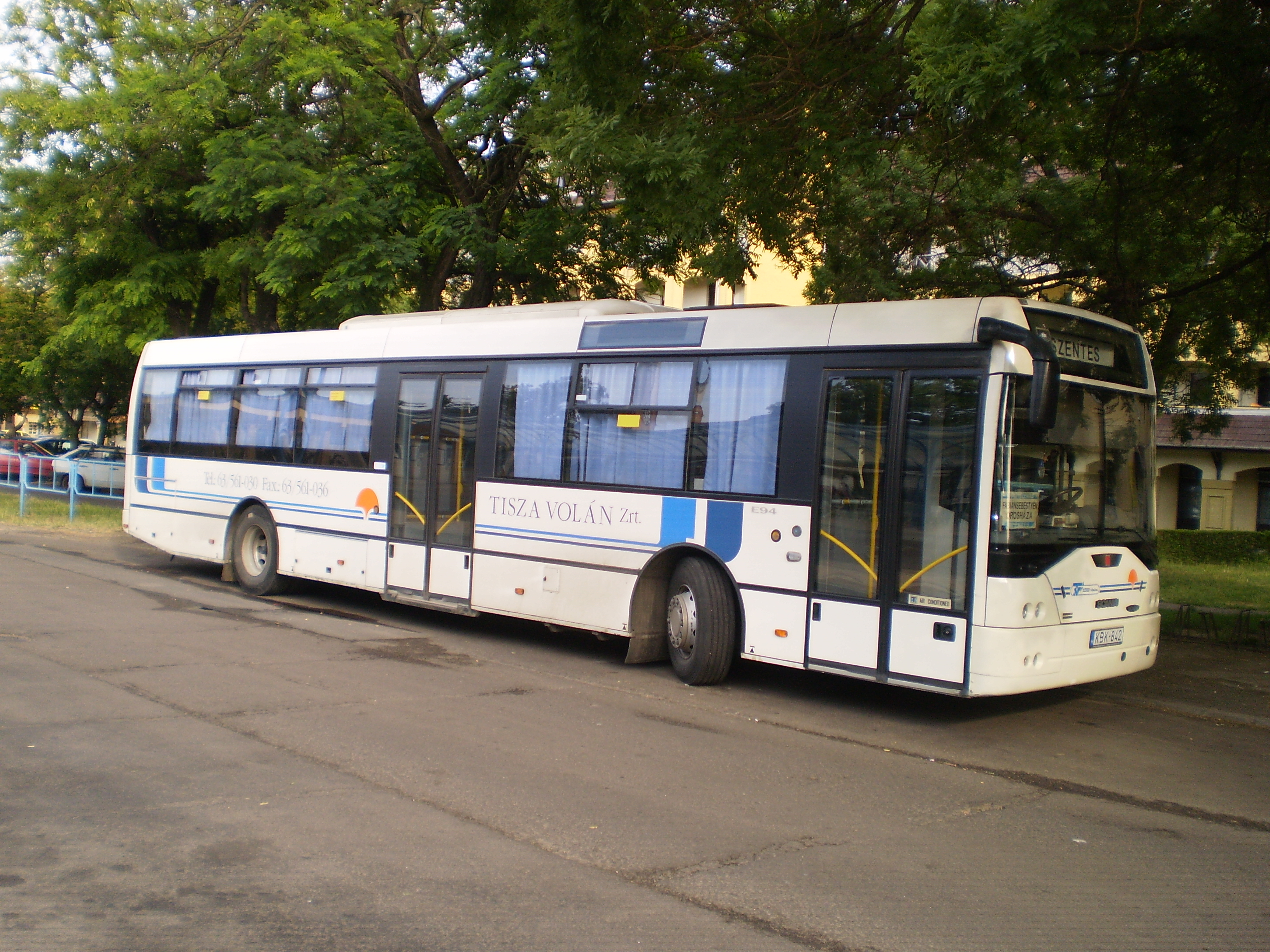
A Tisza Volán egyik Ikarus 94F típusú autóbusza Szentesen, helyközi forgalomba beosztva. Ez az autóbusz Scania alvázra épült.

Az autóbusz az Ikarus Egyedi Autóbuszgyár Kft. elővárosi és városi szóló típusa volt.
1993-2006-ig volt gyártásban, ezidő alatt összesen mintegy 400 darab készült belőle, amivel a gyár (Ikarus EAG Kft.) egyik legnagyobb példányszámban készült típusa volt.
Mind a szóló, E94 (1994) mind a csuklós E94G (1997) Formatervezési nívódíj miniszterelnöki különdíjat nyert.
Főkunstruktőre Torma Lajos volt, majd 2003-tól Kozák Péter.
Elővárosi változatai az ország összes volán vállalatánál megtalálhatóak voltak, 1997-2003 között volt a legsikeresebb.
Viszonylag nagy számban készült Finnországba (Helsinki) 1996-2005 között, de 1-1 darab készült Svédországba, és jobbkormányos kivitelben az Egyesült királyságba is.

## Altípusok

### Ikarus E94 (első generációs) városi-elővárosi szóló autóbusz

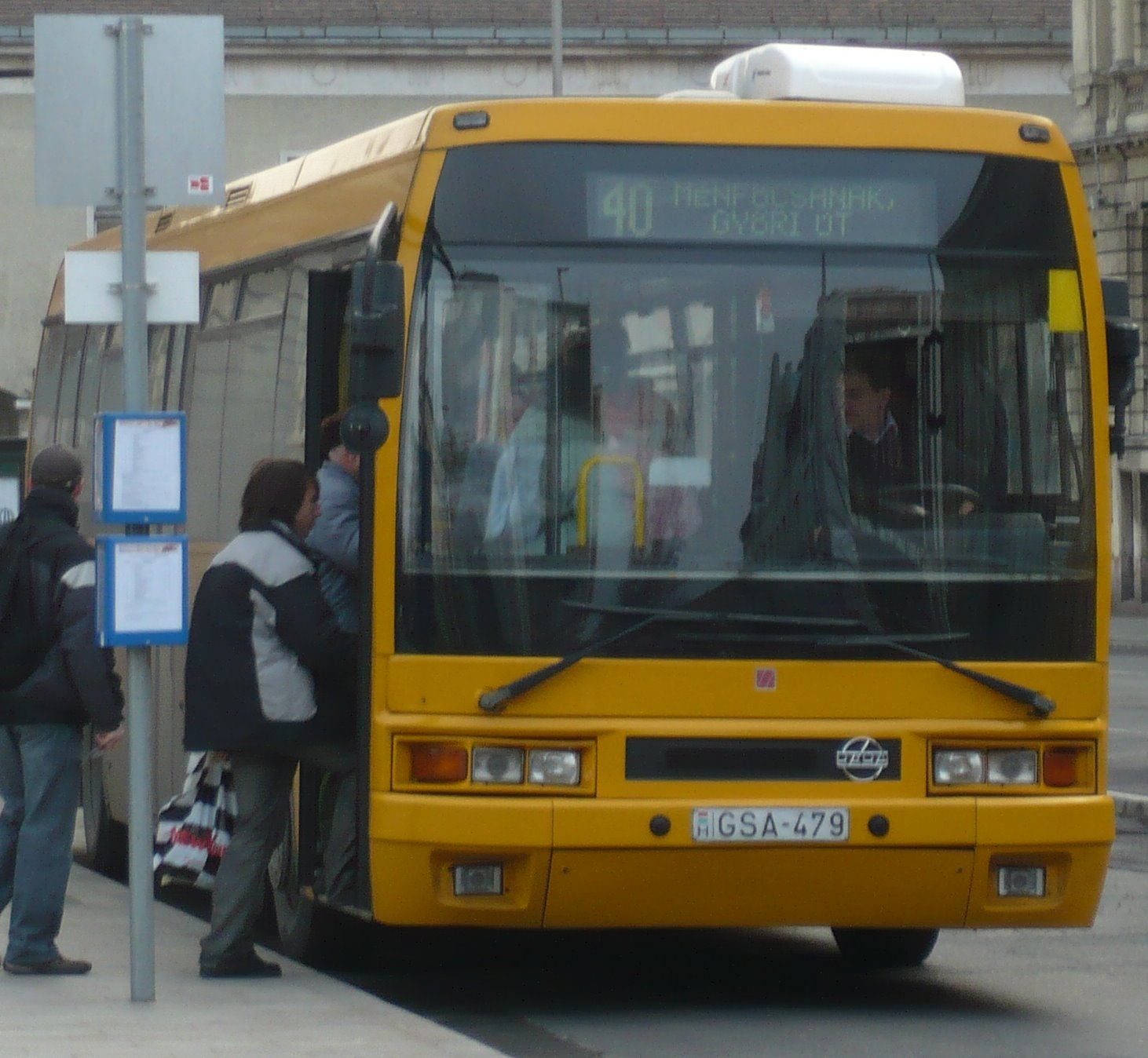
A Kisalföld Volán egyik Ikarus E94.60-as helyi járatú autóbusza Győrben

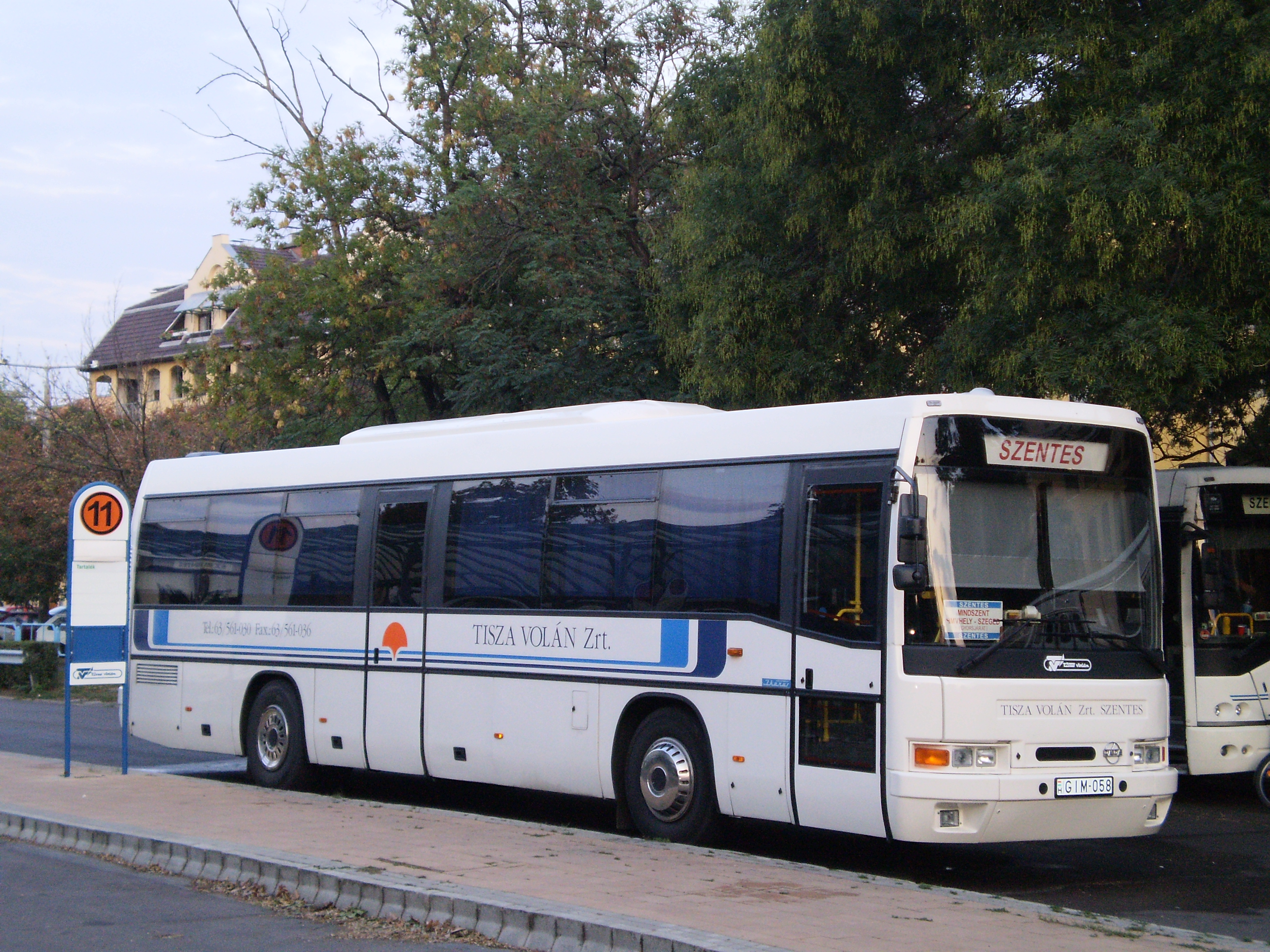
Az E94-es hosszabb utakra készült, távolsági változata az E95. A képen a Tisza Volán egyik Ikarus E95-ös autóbusza Szentesen, az autóbusz-állomáson.

A prototípust1993-ban készítették alacsonybelépésű Scania alvázra.
Az első autóbusz később a Körös Volánhoz került, rendszáma: EMF-789. A legtöbb változat egylépcsős "alacsonyabb" padlószintű, de készült néhány (főleg exportra) alacsony belépésű változat is. Ez a típus 1998-ban megnyerte a Volán-tender elővárosi kategóriáját, emiatt országos szinten elterjedt.
Az autóbuszt három hosszúságban gyártják: 12 000 mm, 13 065 mm, illetve 14 495 mm-es hosszban. Magyarországon általánosan a 12 méteres E94-es közlekedik Rába és Scania alvázon, mind városi és elővárosi verzióban, különböző ajtótípusokkal is megtalálható. A 13 és a 14,5 méteres verziót Scania és Volvo alvázra készítették. Ezeket a típusokat elsősorban a skandináv országokba exportálták. Ez az EAG legnépszerűbb típusa, összesen 400 körüli darabszámban gyártottak belőle. A típust Rába alvázra is gyártották. Jelenleg a prototípus Rába alvázas E94 a Hajdú Volánnál található, CKC-651 rendszámmal. A típust még Csepel típusú alvázra is készítettek. Helyi járatú autóbuszként is jár Sopronban, Kaposvárott, Szolnokon, és Siófokon.
Az E94-es típus a Volán tenderek kapcsán az ország összes Volán vállalatához eljutott, elsősorban elővárosi változatként, városi kivitelven viszonylag ritka volt (Győr, Siófok, Sopron, Szolnok, Nagykanizsa, Eger, Kaposvár)
Az export példányok

### IKARUS E94G (csuklós változat)
Az Ikarus E94G az E94-es csuklós változata. 1997-2000 között mindössze 8db készült.  Az elkészült példányok tulajdonképpen nullszériának tekinthetőek, szinte mindegyik kisebb-nagyobb mértékben eltért az előzőtől. Az autóbusz városi, és elővárosi kivitelben készültek Csepel, és Rába alvázra.

Az egyik legszebb magyar autóbusztípusnak számít, bár több EAG busz is kapott Ipari formatervezési nívódíjat sőt miniszterelnöki különdíjat is, köztük a szóló E94-es is 1994-ben.

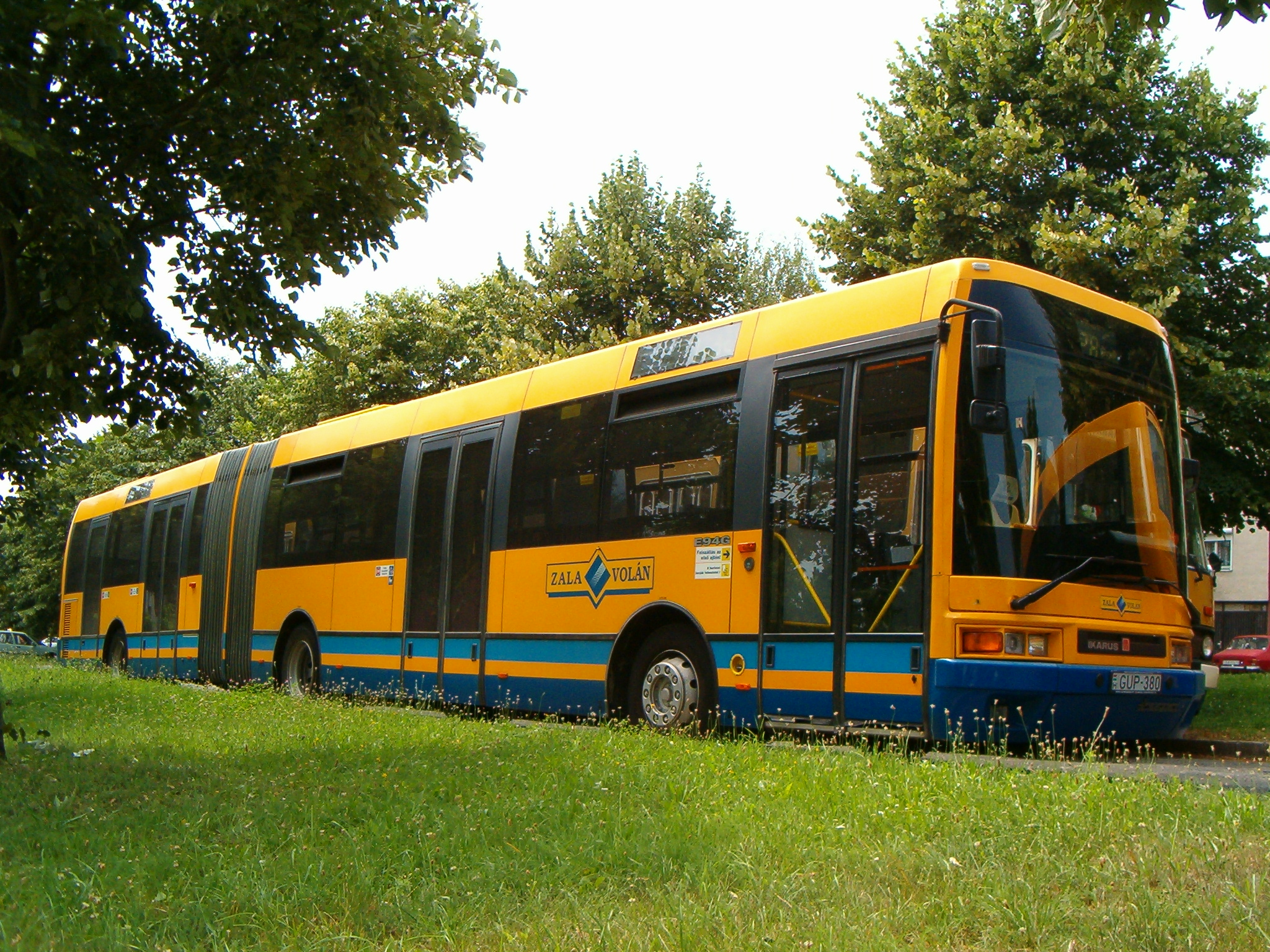
Az E94.25G altípus kerékmérete kisebb, emiatt a busz kicsit jobban "ül"

Az oldalfalon nincs az ablak alatti dörzsléc, vízelvezető léc, vagy a feszített lemezelés szegecselését elfedő takarólécezés(kivéve a 3 utolsó példány). A Karosszéria az ívelt oldalüvegekkel nagyon szép tiszta felületekkel rendelkezik, ezért letisztult, modernek hat még évtizedekkel később is. Az oldallemezelés az ablak alatt ragasztva van, az ablaküvegek, a tetőhosszsarok, és az oldallemezelés fekete illesztési (fugázás) vonalai szép egységet alkotnak, és jól kiemelik az ívelt keresztmetszetet.
Maga a csuklóharmónika alu élei is szépen követik ezt a keresztmetszetet, ami eléggé egyedülálló.
A karosszéria gyakorlatilag teljesen megegyezik megjelenésben a gyár turistabuszával (Ikarus E98), így gyakorlatilag egy turistabusz eleganciája került egy városi buszba, ami nem jellemző.

### E94G Csepel alvázon (E94.25-28G) Zala Volán

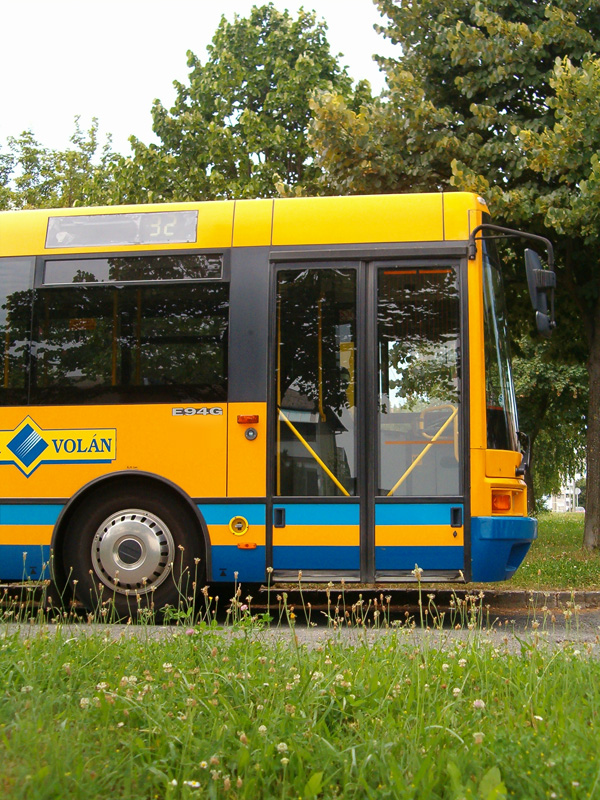
Ragasztott lemezelésű E94G takaróléc nélkül, jól láthatóak a fekete függőleges ragasztási vonalak

Hat példány készült Csepel alvázra, mindegyike Nagykanizsa helyi közlekedésében közlekedett (Kivéve az utolsó példányt, ami elővárosi volt, de ugyancsak nagykanizsai bázissal) Eredetileg E90-es néven az Ikarus E94.60-ashoz hasonló karosszériával készült volna, de végül 1997-ben készült el Csepel alvázra, Cummins motorral. A prototípus jármű Ipari formatervezési díj- mininszterelnöki különdíjat nyert 1997-ben. Később a Zala volán Rt. vásárolta meg (GOB-499), és Nagykanizsa helyi közlekedésében vett részt. Ikarus E94.25G volt az altípusa.
1. E94.25G – GOB-499 Csepel alváz, Cummins motor, 1997-es gyártású első példány különlegessége, hogy kisebb kerékmérettel rendelkezett – az oldallemezelés nem feszített lemezes, hanem ragasztott FOK-GYEM külső utastájékoztatóval volt ellátva.
2. E94.25G – GUP-380 Csepel alváz, Cummins motor, a prototípushoz nagyon hasonló kivitel, de 4 ajtós, az első kifejezetten Zala volán megrendelésére készült kocsi 1999-ben
3. E94.26G – HEH-457 Csepel alváz, Mercedes-Benz motor, az első kocsi, a Csepeles változatokból, ami már nagyobb 295/80R 22,5 kerékmérettel készült 2000-ben.
4. E94.27G- HIY-434 HIY-435 Csepel alváz, Mercedes-Benz motor – kisebb gépészeti eltérések indokolták az eltérő altípust, valamint ez a két busz már feszített oldallemezeléssel készült a ragasztott helyett. MIndkettő 2000-ben készült.
5. E94.28G Csepel alváz, Mercedes-Benz motor, Az utolsóként elkészült E94G 3 ajtós elővárosi változat 2000-ben készült.[6]Feszített lemezes E94G az ablak alatti takaróléccel

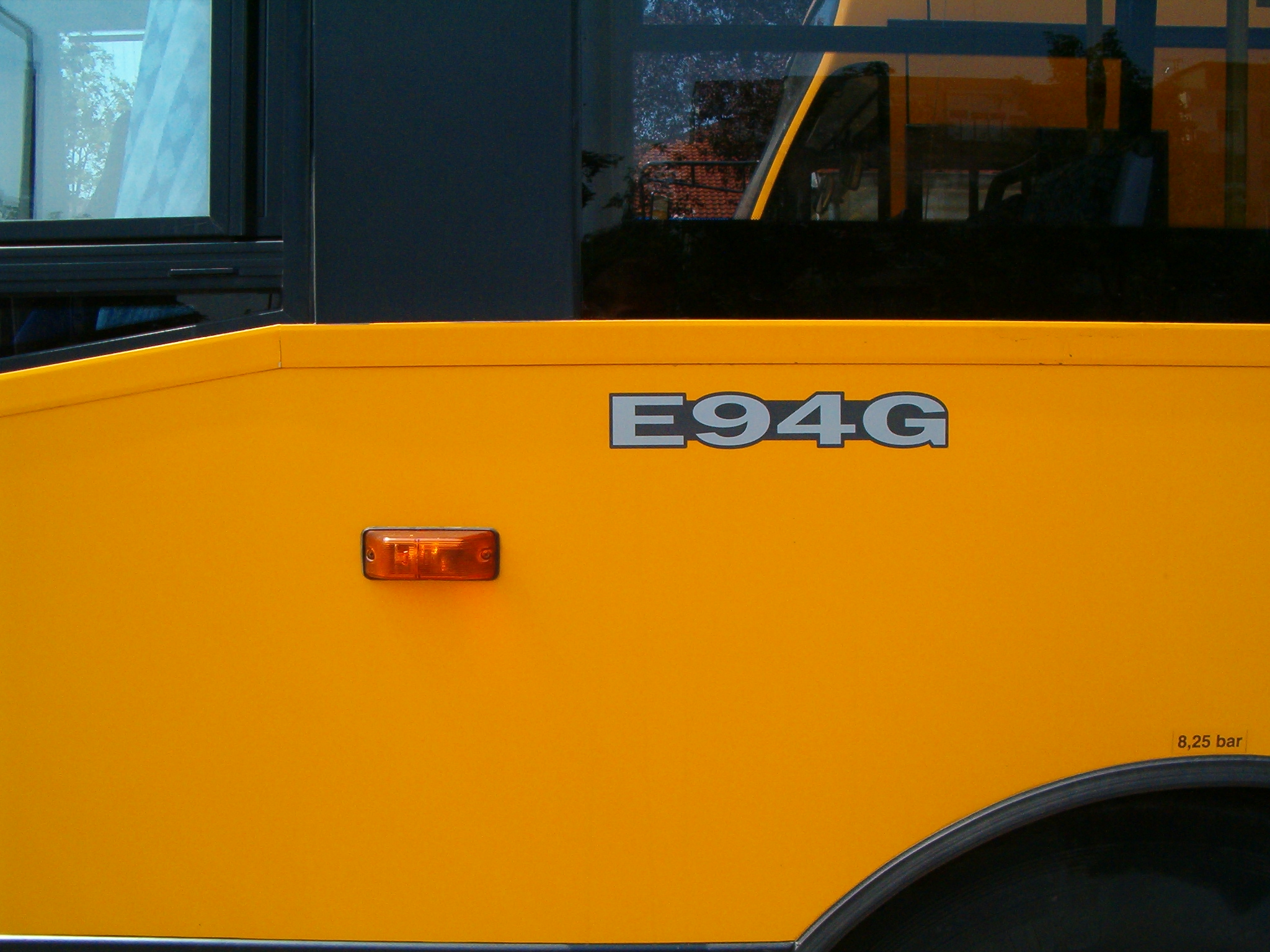
Feszített lemezes E94G az ablak alatti takaróléccel

### E94G Rába alvázon (E94.55G) Volánbusz
A Rába alvázas 2 példány mind gépészetben, mind oldalfal kialakításban sok ponton eltért mind a prototípustól, mind a többi Csepel alvázas változattól.

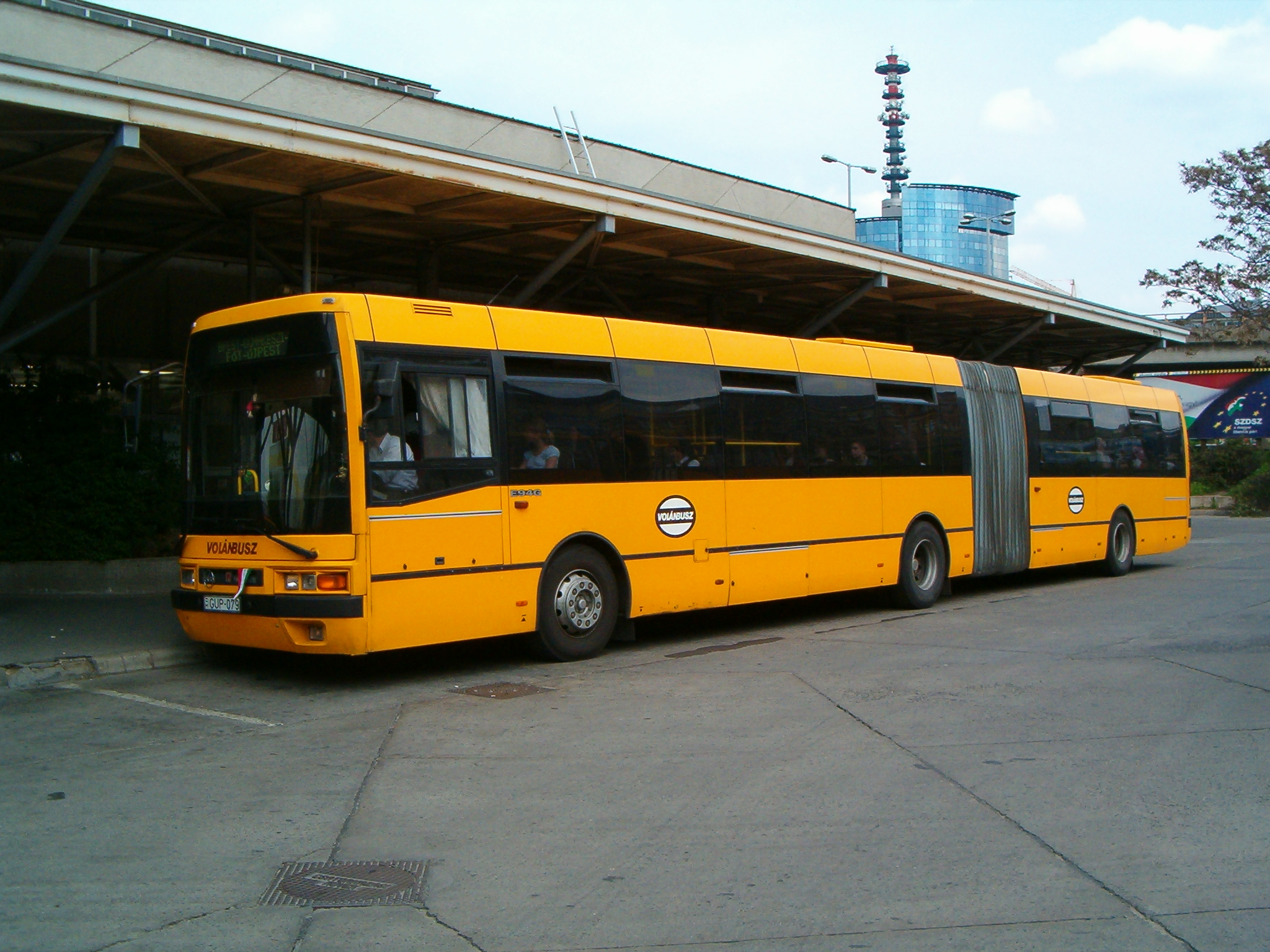
Az egyik Volánbuszos példány Budapesten

Ennek a két példánynak volt a legnagyobb a kerékmérete, ami már befolyásolja a busz alapvető megjelenését is, még az ablakok/oszlopok elrendezésében is volt némi eltérés, ládaajtók, betöltőnyílások, hűtőrácsok nem csak mérete és elhelyezkedése, de a rács iránya is eltért a Csepeles kocsik vízszintes rácsozásához képest.
Más volt a csuklószerkezet is (Hübner alacsonypadlós) a csuklóharmónika itt is szépen követte a busz ívelt oldalfal keresztmetszetét (csakúgy, mint a Csepeles példányoknál), de ez a megoldás nem tartalmazott a harmónika közepén színre fújt keretet, ehelyett a kocsi keresztmetszetét kevésbé lekövető ezüst színű keretet kapott.
A két Rába alvázas példány egyike Rába, míg a másik MAN motorral készült (megint csak nullszériára jellemző útkeresés).
A közlekedési múzeum az egyik Volánbusz-os példányt megvásárolta, hogy azt helyreállítsa eredeti állapotban.

### Az E94G sikertelenségének okai
Bár kétségtelenül az egyik legszebb magyar busz volt, sajnos a legyártott 8 példánnyal nem tekinthető sikeresnek.
Több kedvezőtlen tényező eredménye volt a kis legyártott darabszám, a magyar piac akkori szerkezete, a nemzetközi kontextus, és az új konstrukció kiforratlansága – mert sajnos nem voltak problémamentesek ezek a kocsik – mind közrejátszottak.
1. az alváz problémája – Az Egyedi Kft. termékfilozófiájának egyik alapja volt, hogy minden típusváltozatot legalább egy nagy világmárka (Scania, Volvo, MAN), és egy hazai (Csepel,Rába) alváz/gépészettel kínál, hogy az igényesebb, és az árérzékenyebb vevőket is ki tudja szolgálni. Ebben az időben viszont ezek a feltételek nem voltak adottak, nem volt elérhető Volvo/Scania/MAN csuklós alváz ebben az időben. A Hazai alvázak tekintetében a Rába a 90-es évek végén kezdett saját buszgyártásba (licenc alapján), így a konkurens E94-E94G alvázok árát jelentősen megemelte, hogy a saját termékeit hozza előnyösebb helyzetbe. Emiatt az Egyedi a Csepel alvázra készítette a többi E94G-t amivel viszont sok minőségbeli probléma volt, időközben csődbe is ment a Csepel autógyár.

2. Nem alacsonypadlós kialakítás – Ebben az időben Magyarországon (EU csatlakozás előtti évek) még nem volt kötelező az alacsnypadlós/alacsony belépésű kialakítás, de az export piacokon ez már elvárás lett volna.

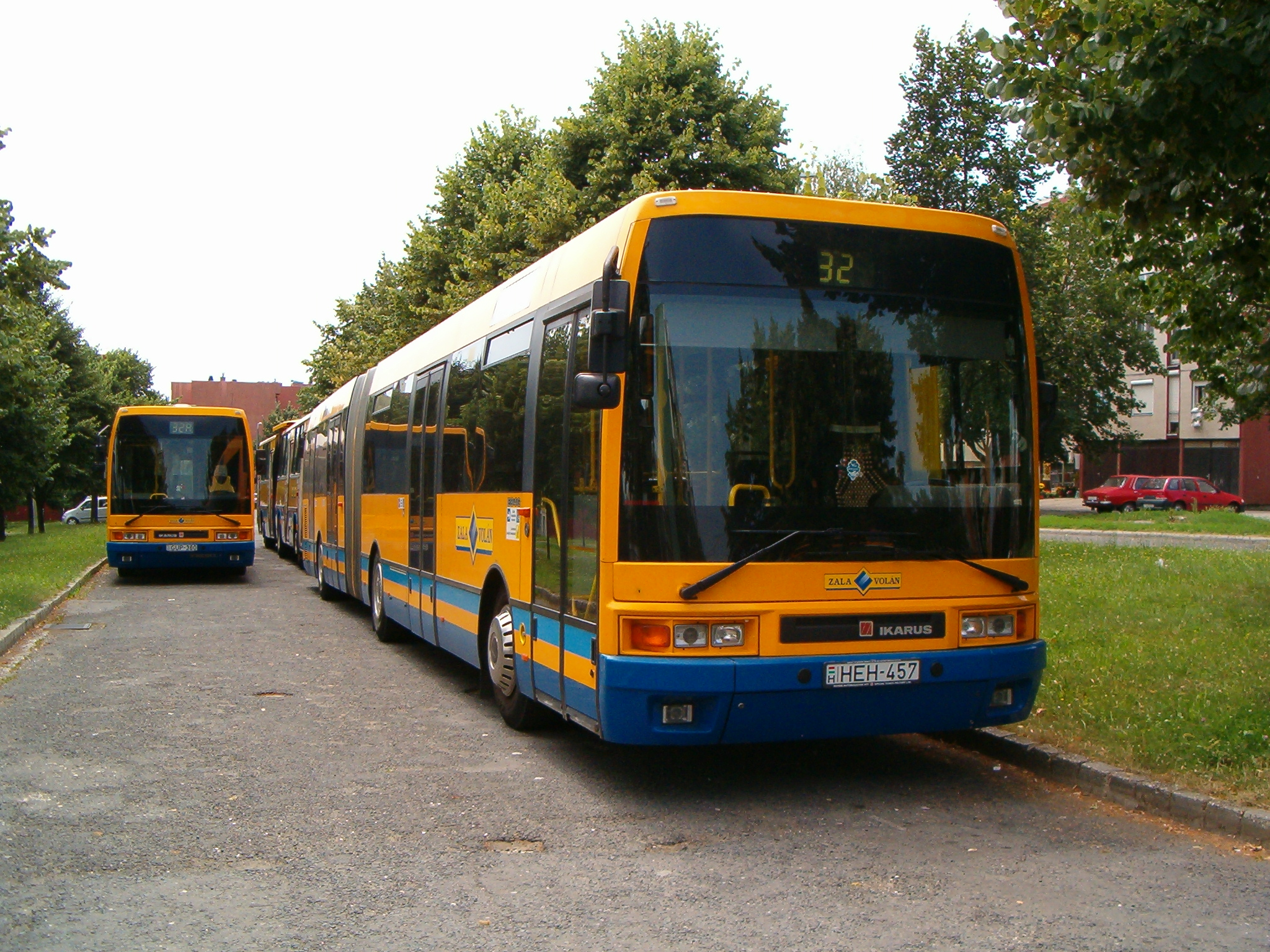
A mindössze 5 városi forgalomban közlekedő példánnyal is 2000-től a típuskivonás megkezdéséig meghatározó volt Kanizsán

3, Ikarus házon belüli konkurencia – Ebben az időben az Ikarus 435-ös, mint hasonló kialakítású (bár jóval régebbi konstrukció) még rendelhető volt, kisebb szériák készültek is belőle (pl. MKV-Miskolc, Vasi Volán ), de sokkal inkább az Ikarus 280/C80 típusok jelentettek igazi házon belüli riválist. Ezek a buszok a 90-es évek végére igencsak kiforrottak, nagyon magas szintű felszerszámozottsággal készültek, nagyipari módszerekkel, vételáruk is jelentősen alatta volt egy alacsonyabb padlószintű modernebb tolócsuklós buszénak, mint amilyen az E94G is volt. Mind az útviszonyoknak, mind az igénytelenebb üzemeltetési feltételeknek jobban megfeleltek ezek a régebbi 200-as alapú típusok.
1999-ben az Irisbus (Renault-Iveco csoport) tulajdonába került az Ikarus, közte az E94G-t gyártó Ikarus Egyedi autóbuszgyár Kft. is.
Ezzel további belső konkurens típus jelent meg (Renault Agora), ami bár alacsonypadlós és jóval modernebb konstrukció volt, szintén nem volt képes piacot találni itthon. (egy példány üzemelt mindössze a BKV-nál, amit az Ikarus 412T-k késedelmes szállítása miatti kötbér fejében kapott a társaság)
A 2004-es BKV csuklós tenderen az Ikarus EAG az Agora-val indult a tenderen, igaz végig alacsonypadlós csuklós E94G sosem készült.

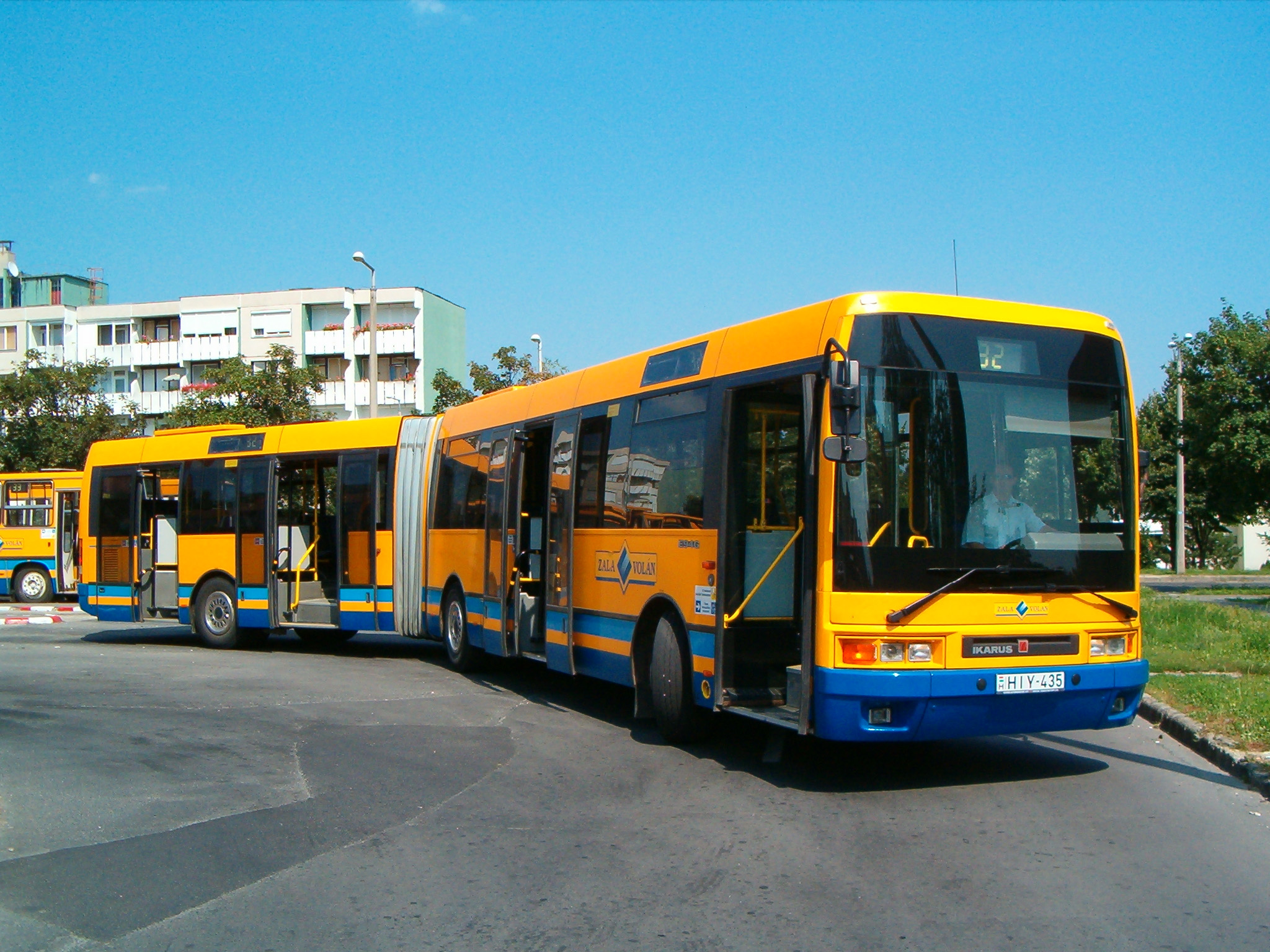
Az első ajtó belefé, a többi kifelé nyíló

4, Hazai piac helyzete – Az egyik legnagyobb potenciális hazai vevő a BKV lehetett volna, de a vállalat 1995-2004 között egyáltalán nem vett csuklós autóbuszt, ez pont átöleli azt az időszakot, amikor az E94G gyártás alatt volt. A Volán vállalatok inkább a bevált, és jóval olcsóbb 200-as és ezeknek a modernizált Classic változatait preferálták. A második legnagyobb megrendelő a Volánbusz lehetett volna, aki rendelt is 2 darabot, de a magas vételár (Rába alváz) és a kevésbé kedvező üzemeltetési tapasztalatok miatt ennek végül nem lett folytatása.
5, Az export hiánya -  A világmárka alváz hiányán kívül, csuklósbusz kategóriában az E94G nem tudott olyan előnyt felmutatni mint pl. a szóló változatok a finn piacon a stantard 12m-estől eltérő hosszal, plusz a csuklós buszok is kevésbé voltak keresettek arrafelé, A Csepel, vagy Rába alvázzal exportálni nem sikerült a buszt.

### Ikarus E94F elővárosi-városi autóbusz

#### Jobbkormányos E94F
Az Ikarus E94 2000 és 2001-ben megújult. Az autóbusz új frontrészt és új hátsórészt is kapott. A régi fényszórók helyett kisméretű spotfényszórókkal látták el, a szélessége is megnőtt 50 mm-el. A megújult típus neve E94F lett. Az F jelentése: facelift, vagyis új homlokfal. Az Ikarus EAG az autóbuszt az angol piacra való betörés miatt készítették el. A buszt rozsdamentes alvázra építették és MAN motorral látták el.

#### Balkormányos E94F

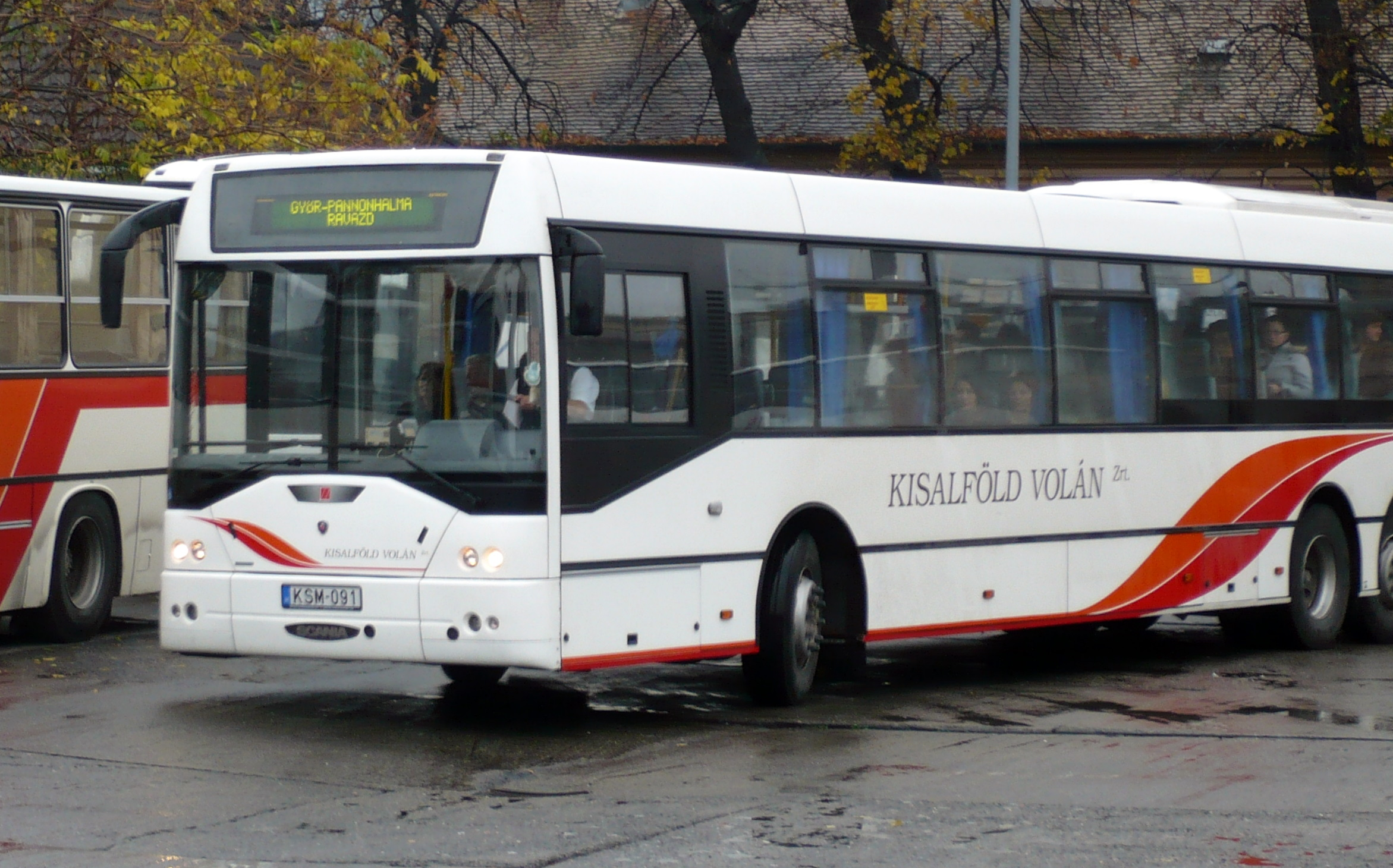
A Kisalföld Volán egyik helyközi Ikarus E94F típusú autóbusza Győrben. Ez az autóbusz Scania alvázra épült.

A jobbkormányos E94F-et követően az első bal kormányos példányok Magyarországon a Zala Volánhoz kerültek. Ezek Csepel alvázra épültek Mercedes Benz motorral. A megújult E94F 13 méteres változata 4-6 személlyel bővíti az utasférőhely-kapacitást, emiatt az autóbusz akár 100-110 utassal is megterhelhető. Az autóbuszon a megszokottnál több kapaszkodó található, és mindegyikén található leszállásjelző is. Az E94F fűtése is megújult, a lépcsők alatt is elhelyeztek radiátorokat. Az autóbusz városi változatában a különbség az elővárosihoz képest, hogy az első két ajtó között a jármű lépcső nélküli alacsony padlós, a padlószint a második ajtó után emelkedik. A középső ajtóval szemben peron található, melyen 5 lehajtható ülést lehet találni.

##### Balkormányos Ikarus E94F-t használó volántársaságok
Alba Volán, Borsod Volán, Gemenc Volán, Hajdú Volán, Kisalföld Volán, Kunság Volán, Tisza Volán, Volánbusz, Vértes Volán, Zala Volán A Tisza Volán ezeket az autóbusztípusokat 2002-ben, 2005-ben, és 2006-ban szerezte be.

### Altípusai
|                 | Gyártási időszak | Darabszám               | Hossz     | Ajtók száma | Férőhely (ülő + álló)                   | Alváz                                                        | Motor                                                     | Sebességváltó                                                               |
| --------------- | ---------------- | ----------------------- | --------- | ----------- | --------------------------------------- | ------------------------------------------------------------ | --------------------------------------------------------- | --------------------------------------------------------------------------- |
| E94.P3          | 1993             | 1 db (EMF-789)          | 12 000 mm | 2           |                                         | Scania                                                       | Scania                                                    |                                                                             |
| E94.P4          | 1994             | 1 db (CKC-651)          | 12 000 mm | 2           |                                         | Rába                                                         |                                                           |                                                                             |
| E94.01          | 1996-1997        | 4 db                    | 12 000 mm | 3           | 37+4 ülő és 37 álló                     | Scania L113 CLL                                              | Scania DSC11 24 EDC                                       | ZF HP500                                                                    |
| E94.02          | 2000-2001        |                         | 12 000 mm | 3           | 37+4 ülő és 37 álló                     | Scania L94UB4x2                                              | Scania DC901                                              | ZF 4 HP 502CNBS, 4 sebességes automata                                      |
| E94.03          | 1999-2003        | 35 db                   | 14 495 mm | 3           | 54+4 ülő és 46 álló                     | Scania L94UB6x2                                              | Scania DC903                                              | ZF 4 HP 500, 4 sebességes automata                                          |
| E94.04          | 1997-1998        | 14 db                   | 12 000 mm | 2 vagy 3    | 42 ülő és 41 álló vagy 31+41 vagy 46+36 | Scania L94IB4x2                                              | Scania DSC912 vagy Scania DSC911                          | Scania GR801, 8 sebességes manuális vagy ZF 4HPNBS, 4+1 sebességes automata |
| E94.05          | 1999             | 5 db                    | 12 000 mm | 2           | 38+4 ülő és 0 álló                      | Scania L94UB4x2                                              | Scania DSC915                                             | ZF 5HP600NBS, 5 + 1 sebességes automata                                     |
| E94.06          |                  |                         |           | 3           |                                         | Scania L94UB4x2                                              | Scania                                                    | ZF                                                                          |
| E94.07          |                  |                         |           | 3           |                                         | Scania L94UB4x2                                              | Scania                                                    | ZF                                                                          |
| E94.08 Facelift | 2001-2002        | 2 db                    | 12 000 mm | 2           |                                         | Scania L94UB4x2                                              | Scania DSC913 E2                                          | ZF                                                                          |
| E94.09 Facelift | 2002-2003        | 66 db                   | 13 500 mm | 3           |                                         | Scania L94UB4x2                                              | Scania                                                    | ZF                                                                          |
| E94.11          | 1996             |                         | 12 000 mm | 3           |                                         | Volvo B10BLE                                                 | Volvo DH10A245                                            | ZF 4HP500                                                                   |
| E94.12          | 1997-1998        |                         | 12 000 mm | 3           |                                         | Volvo B10BLE                                                 | Volvo DH10A245                                            | ZF 4HP500                                                                   |
| E94.13          | 1998-2000        | 77 db                   | 13 065 mm | 3           | 43+4 ülő és 36 álló                     | Volvo B10BLE                                                 | Volvo DH10A245 vagy DH10A285 E2                           | Voith D864500 típusú, 4 + 1 sebességes automata vagy ZF 4HP500              |
| E94.14          |                  |                         |           | 3           |                                         | Volvo B10BLE T                                               | Volvo                                                     |                                                                             |
| E94.15          | 1999             | 4 db                    | 14 495 mm | 2           | 54+4 ülő és 0 álló                      | Scania L94UB6x2                                              | Scania DSC915                                             | ZF 5HP600NBS, 5 + 1 sebességes automata                                     |
| E94.16 Facelift | 2003-2006        | 32 db                   | 14 800 mm | 3           | 53+4 ülő és 74 álló                     | Scania L94UB6x2                                              | Scania DC902                                              | ZF 5HP592 C NBS, 5 + 1 sebességes automata                                  |
| E94.17 Facelift |                  |                         | 12 900 mm | 2 vagy 3    | 43+4 ülő és 40 álló                     | Scania L94UB4x2                                              | Scania DC901 vagy DC901 vagy DC904                        | ZF 5HP502CN, 5+1 sebességes automata                                        |
| E94.18 Facelift | 2006             | 1 db                    | 14 800 mm | 3           | 53+4 ülő és 74 álló                     | Scania K270UB 6x2/4 LB                                       | Scania DC917 E4                                           | ZF 6HP592 C NBS                                                             |
| E94.20          | 1995             | 5 db                    | 12 000 mm | 2           | 40 ülő és álló                          | Csepel                                                       | Cummins                                                   | ZF S6-120U                                                                  |
| E94.21 Facelift | 2001             | 2 db                    | 13 065 mm | 2           | 47 ülő és 36 álló                       | Csepel 844.26L                                               | Mercedes OM457LA/220                                      | ZF 5HP590, 5+1 sebességes automata                                          |
| E94.22 Facelift | 2001             | 2 db                    | 13 065 mm | 3           | 36+5 ülő és 40 álló                     | Csepel 844.30L                                               | Mercedes OM457LA/220                                      | ZF 4HP590, 4+1 sebességes automata                                          |
| E94.25          | 1996-1998        | 2 db (GOB-499, GUP-380) | 17 990 mm | 3 vagy 4    | 45 ülő és 100 álló                      | Csepel 888.02                                                | Cummins C8.3-280                                          | ZF 4HP500, 4+1 sebességes automata                                          |
| E94.26          | 1999             | 1 db (HEH-457)          | 17.990 mm | 4           | 45 ülő és 96 álló                       | Csepel 888.02/I                                              | Mercedes OM 457 LA/220 E2                                 | ZF 4HP590, 4+1 sebességes automata                                          |
| E94.27          | 2000             | 2 db (HIY-434, HIY-435) | 17.990 mm | 4           | 45 ülő és 96 álló                       | Csepel 888.02/I                                              | Mercedes OM 457 LA/220 E2                                 | ZF 4HP590, 4+1 sebességes automata                                          |
| E94.28          | 2000             | 1 db (HKF-106)          | 17 990 mm | 3           | 50 ülő és 90 álló                       | Csepel 888.02/I                                              | Mercedes OM 457 LA/220 E2                                 | ZF 5HP590, 4+1 sebességes automata                                          |
| E94.34 Facelift | 2000-2003        | 9 db                    | 12 000 mm | 1           | 31+11 ülő és 31 álló                    | MAN 18.220 HOCLR-NL                                          | MAN D0826 LOH19                                           | Voith D854.3, 4+1 sebességes automata                                       |
| E94.50          | 1996-1998        | 8 db                    | 12 000 mm | 2           | 41 ülő és 41 álló                       | Rába B190.81-400                                             | Rába D10 UTSLL-190 E2                                     | ZF S6-120U                                                                  |
| E94.52 Facelift | 2003             | 1 db                    | 12 000 mm | 2           |                                         | Rába B205.81-400                                             | Mercedes OM 906 hLA E3                                    |                                                                             |
| E94.53 Facelift | 2002-2006        | 41 db                   | 13 500 mm | 2           | 50+4 álló és 36 ülő                     | Rába B205.83-400 vagy Rába B206.83-400                       | DaimlerChrysler 906 hLA E3                                | ZF S6-1600, 6 sebességes manuális                                           |
| E94.55          | 1998             | 2 db                    | 17 990 mm | 3           | 52 ülő és 100 álló                      | Rába B190.81G-412 vagy Rába B228.81G-423                     | Rába D10UTLL-228E2 vagy MAN D2866LUH20E2                  | ZF 5HP590, 5+1 sebességes automata                                          |
| E94.60          | 1996-1998        | 117 db                  | 12 000 mm | 2 vagy 3    | 46 ülő és 40 álló vagy 30+52 vagy 41+41 | Rába B180.81-400 vagy Rába B160.81-400 vagy Rába B190.81-400 | Rába D10UTS-180E1 vagy D10UTSLL-160E2 vagy D10UTSLL-190E2 | ZF S6-120U vagy Voith D851.3, 3+1 sebességes automata                       |

## Galéria

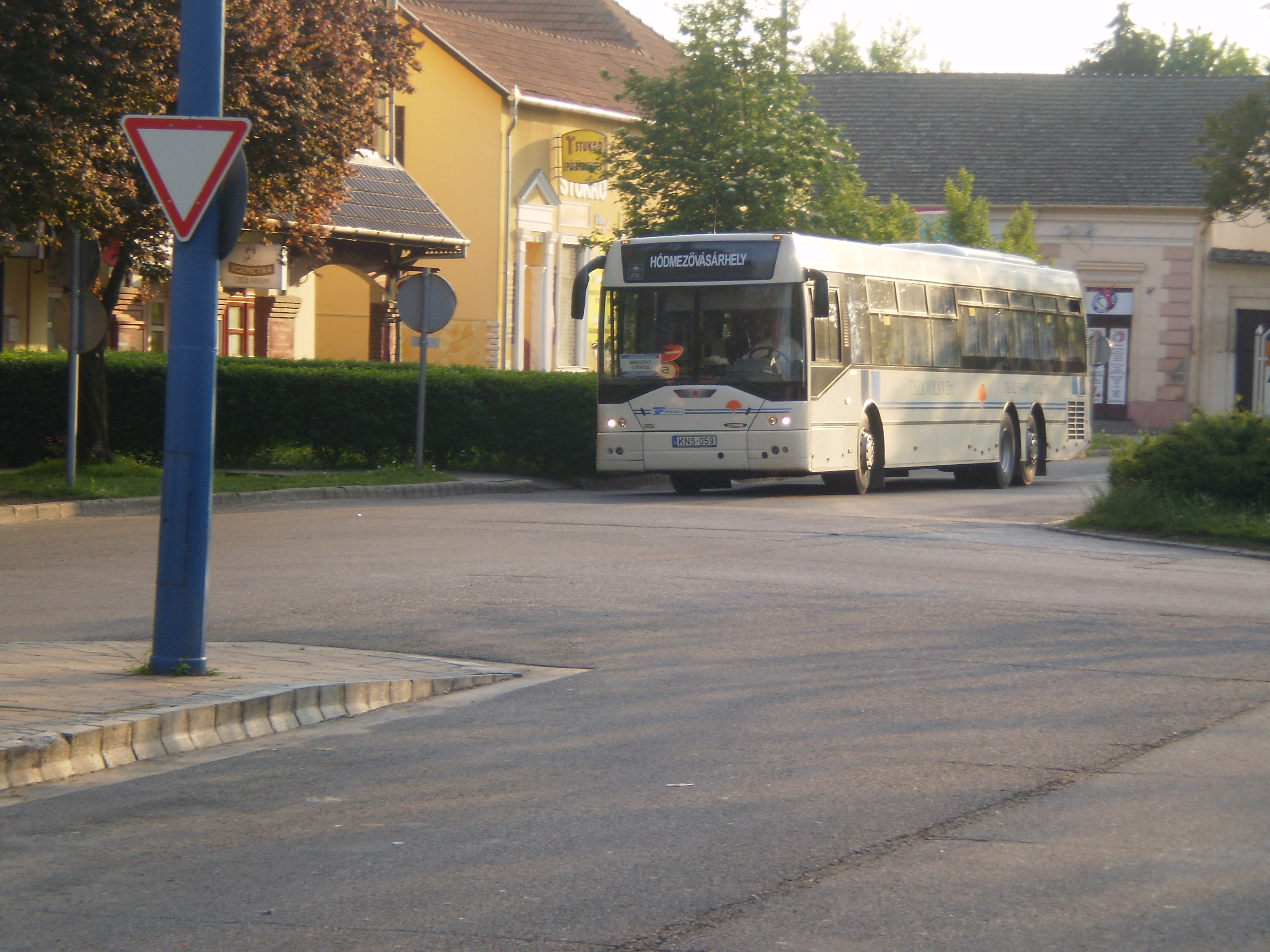
A Tisza Volán egyik E94F típusú hódmezővásárhelyi autóbusza, ami éppen beért a szentesi autóbusz-állomásra. Az autóbusz Scania alvázra épült.
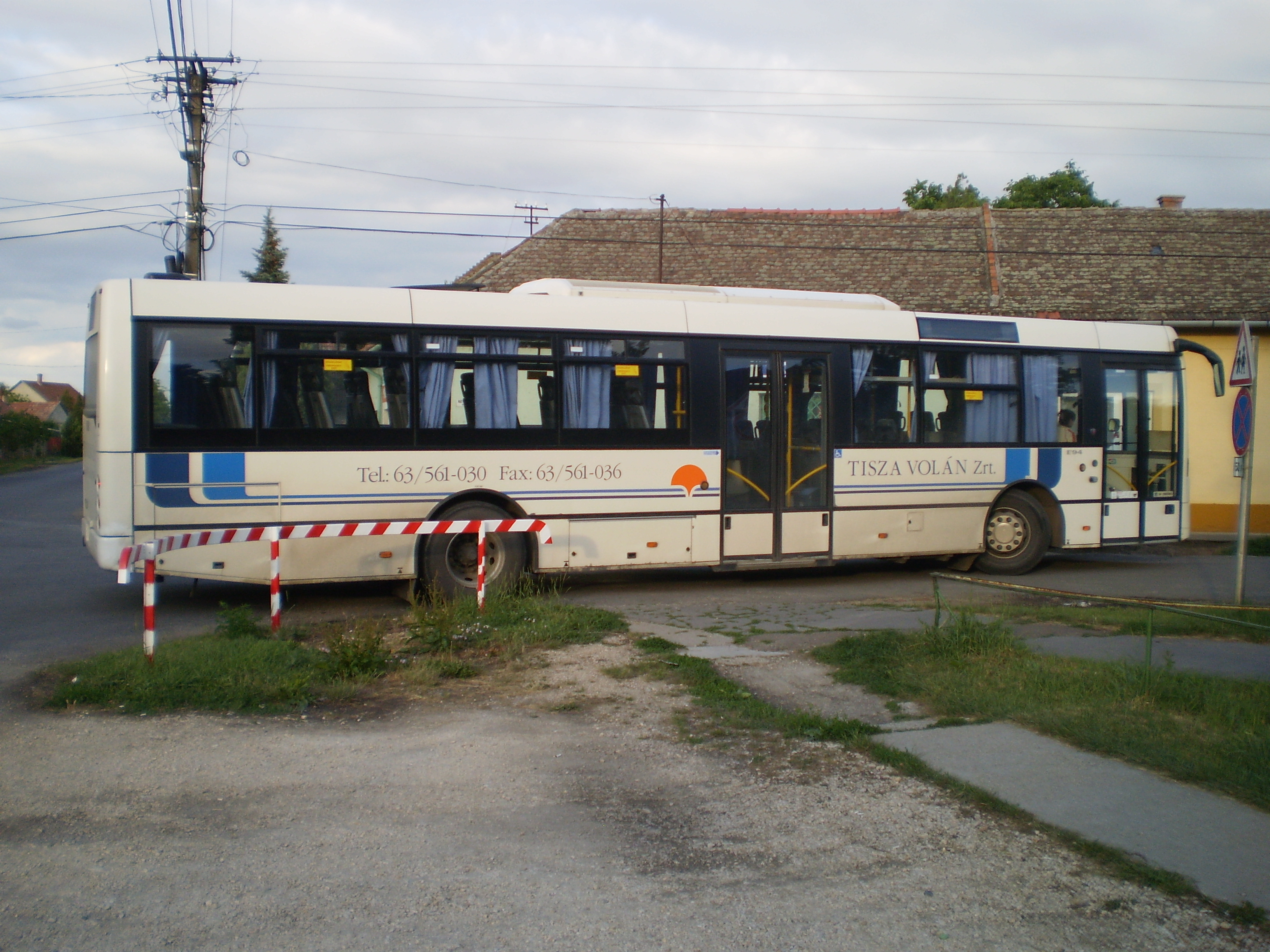
Ikarus E94F fordulás közben.
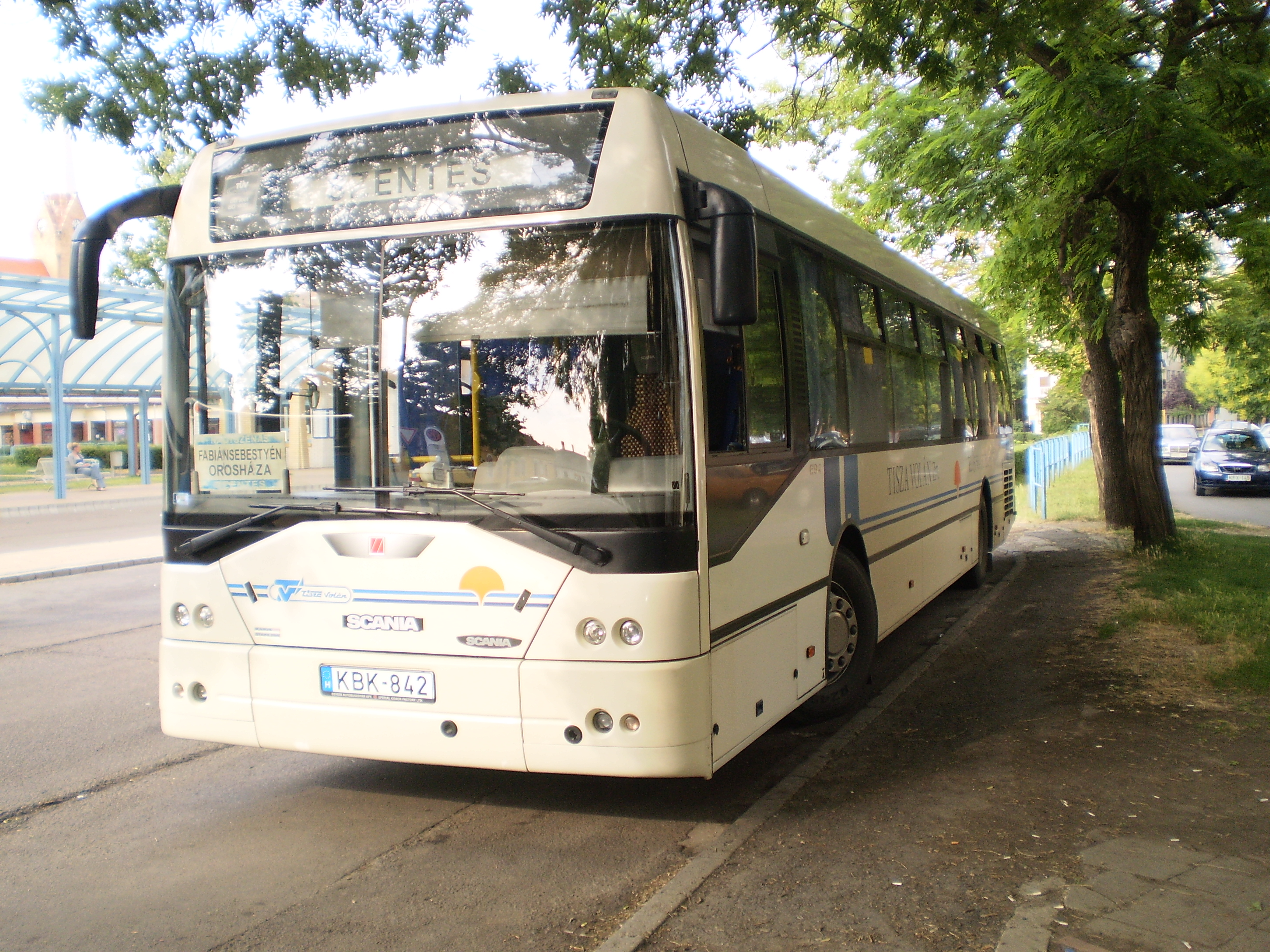
A Tisza Volán egyik 2005-ös beszerzésű autóbusza